# قضية عم أحمد (فلم)
قضية عم أحمد هو فيلم مصري من إنتاج عام 1985 من تأليف وإخراج علي رضا وقام ببطولته فريد شوقي ومعالي زايد وفاروق الفيشاوي وصلاح السعدني.
يحكي الفيلم عن عم أحمد (فريد شوقي) الذي يعيش مع أسرته في منزل قديم يمتلكه شكرى وهو مقاول ثرى معرض للإفلاس، يرفع شكرى قضية لطرد عم أحمد من المنزل لإقامة مشروع يمكنه من استرداد وضعه المالى، يقع ابنه رمزى في حب بطة حفيدة عم أحمد رغم الفارق الاجتماعى، ويقوم بزيارة الحى الشعبي الذي تقيم فيه بطه. يتعرف على أخوتها ويتقرب إليهم ويصبح صديقًا لأبناء عم أحمد ثم يطلب منهم الاقتران من بطة. فتدور منازعات عديدة, يعلن شكرى أنه مفلس وانه بحاجة إلى دعم مادى، يلمح رمزي لأبيه انه يود الزواج من بطة. يكشف له الأب ان عم احمد أكثر منه ثراء، ثم بعيدا عن ساحات المحاكم يتم الاتفاق بينهما على إقامة عم أحمد وأسرته كثيرة العدد بفيلا شكرى وإتمام المشروع وزواج رمزى من بطة.

## بطولة
| - فريد شوقي: أحمد عطاالله - فاروق الفيشاوي: رمزي - معالي زايد: فاطمة - صلاح السعدني: محمود - نبيلة السيد: رتيبة | - سهير الباروني: عزيزة تراب - جمال إسماعيل: شكري عبد اللطيف - ناهد حسين: لوزة - محمد أبو الحسن: إسماعيل - عبد الله إسماعيل: رشاد السمكري | - فاروق فلوكس: عزيز المنوفي - وفيق فهمي: بهلول القهوجي - أبو الفتوح عمارة: نوفل - مريم فخر الدين:الهانم | - مصطفى رزق: مدحت - سمير حجاج: قوطه صبي القهوجي - مأمون عبد الحميد: الطفل - أحمد أبو عبية: محمد |

## إداريون
| - سيناريو وحوار:بهجت قمر - علي رضا:قصة وسيناريو وحوار ومخرج - عبد العزيز جاد:مخرج مساعد - كمال كريم:مصور | - صلاح خليل:مونتير - سيد حامد:المكساج - مصر للاستوديوهات:إعداد الفيلم - صلاح خطاب:منتج منفذ | - چيبكو (تاكفور انطونيان وشركاه):منتج - رمضان إمام:ماكيير - سيد محمد:ماكيير - عمر خيرت:الألحان والموسيقى التصويرية | - محمد بكر:مصور فوتوغرافيا - ماهر عبد النور:منفذ المناظر - غسان سالم:منفذ المناظر - علي أيوب:ريجيسير |